# Potamethus spathiferus
Potamethus spathiferus är en ringmaskart som först beskrevs av Ehlers 1887.  Potamethus spathiferus ingår i släktet Potamethus och familjen Sabellidae. Inga underarter finns listade i Catalogue of Life.